# Edmund Addo
Edmund Addo (Ghana, 17 de mayo de 2000) es un futbolista ghanés que juega de centrocampista en el OFK Belgrado de la Superliga de Serbia.

## Trayectoria

### FK Senica
Debutó en la Fortuna Liga con el F. K. Senica ante el F. K. A. S. Trenčín el 16 de febrero de 2019. Fue alineado como un reemplazo tardío de Eric Ramírez, en un esfuerzo por salvar algo de este partido fuera de casa jugado en Myjava. El Senica perdía por dos tras los goles de Hamza Čataković y Desley Ubbink, pero Jakub Paur marcó un tercer gol, lo que supuso el 3:0 final del partido.

### Sheriff Tiraspol
El 14 de julio de 2021 el F. C. Sheriff Tiraspol anunció su fichaje.

## Selección nacional
Debutó con la selección de Ghana el 11 de noviembre de 2021 en un partido de clasificación para el Mundial contra Etiopía. Formó  parte de la lista definitiva de 28 jugadores para la Copa Africana de Naciones 2021 en Camerún.

## Palmarés

### Títulos nacionales
| Título                        | Club                   | País     | Año  |
| ----------------------------- | ---------------------- | -------- | ---- |
| División Nacional de Moldavia | F. C. Sheriff Tiraspol | Moldavia | 2022 |
| Copa de Moldavia              | F. C. Sheriff Tiraspol | Moldavia | 2022 |